# Рохас-Мендоса, Марго
Марго Рохас Мендоса (1903—1996) — кубинская пианистка и преподавательница кубино-мексиканского происхождения. Она выступала как пианистка в Нью-Йорке, Мексике и на Кубе в течение нескольких лет, прежде чем перейти к преподаванию. Некоторые из её учеников стали выдающимися музыкантами.

## Ранняя жизнь
Марго Рохас родилась в Веракрусе, Мексика, 24 марта 1903 года. Её мать была кубинкой, а отец — мексиканцем. Она начала заниматься музыкой в возрасте пяти лет под руководством своей тети Консуэло Мендосы. В 1912 году она вместе с семьей переехала в Гавану, где продолжила обучение в консерватории Юбера де Бланка. Теорию ей преподавали Хосе Молина Торрес и Рафаэла Серрано, а игре на фортепиано — Консуэло Кесада и Хуберт де Бланк. На Кубе в 1913 году публичные выступления Эрнесто Лекуоны и Дульсе Марии Серрет произвели на неё большое впечатление. В 1916 году она окончила фортепианные классы Хуберта де Бланка.

## Исполнительница
В 1919 году Марго поехала в Нью-Йорк и училась у Александра Ламберта, который сам учился у Ференца Листа в Веймаре. Она аккомпанировала скрипачу Йозефу Иоахиму и выступала в Steinway Hall. На обратном пути на Кубу она выступала в Мехико в Зале Вагнера и Дворце изящных искусств. В начале 1920-х годов Марго начала карьеру концертмейстера на Кубе, давая сольные концерты в Сантьяго-де-Куба и Камагуэй. Марго Рохас впервые выступила на Кубе в 1920 году с сольным концертом в Sala Espadero консерватории Юбера де Бланка. Она играла 20 октября 1923 года в Национальном театре Кубы. 30 ноября 1924 года она исполнила Концерт для фортепиано № 1 Фридерика Шопена в качестве первой солистки с Гаванским филармоническим оркестром под управлением Педро Санхуана Нортеса.
Марго совершила вторую поездку в Нью-Йорк, чтобы получить мастер-классы от ведущих пианистов. По возвращении, 16 марта 1930 года, она исполнила Концерт для фортепиано с оркестром № 2 Сергея Рахманинова с Гаванским симфоническим оркестром под управлением Гонсало Ройга. Ей было 27 лет. Рохас преследовали за свои прогрессивные взгляды, и ей пришлось вернуться в Мексику при режиме «мачадато» Херардо Мачадо. С 1933 по 1937 год она жила в Мексике и выступала в Sala del Conservatorio Nacional в Palacio de Bellas Artes. Она выступала с сольными концертами для двух фортепиано с Эрнесто Лекуона и Марго де Бланк.

## Учитель
После свержения Мачадо Марго вернулась на Кубу и начала преподавать в качестве факультета «Международной консерватории», недавно основанной Марией Джонс де Кастро. Вскоре после этого она также работала на Юбера де Бланка и в Colegio Phillips, где дирижировала хором. Преподавание обеспечивало стабильный источник дохода по сравнению с выступлениями на концертах, спрос на которые был ограничен. Последнее её публичное выступление состоялось в 1957 году. После кубинской революции 1959 года её назначили заведующей кафедрой фортепиано в консерватории Амадео Рольдана и попросили преподавать в недавно созданной Национальной школе искусств. Марго Рохас умерла в Гаване 1 ноября 1996 года в возрасте 93 лет.

## Ученики
Ученики Марго Рохас:
- Хорхе Луис Пратс Сока
- Франк Фернандес[3]
- Карлос Малькольм[2]
- Хуан Пиньера[4]
- Роберто Урбай[2]
- Хосе Мария Витьер[5]